# Posledice katastrofe leta 1898
Konec 20. stoletja označuje enega najtežjih obdobij Španije. Izguba zadnjih kolonij (Kuba, Filipini, Puerto Rico) leta 1989 povzroči hudo krizo, ki se bo v prihodnje odražala na različnih področjih in povzročila veliko krizo sistema. Posledice so tako politične kot družbene, opazimo jih lahko celo v literaturi kot izraz hude kritike sistema, najvidnejša posledica pa je tako imenovano »nacionalno vprašanje«, ki pusti v španski nacionalni zavesti globoke posledice.

## Politične posledice
Ene najpomembnejših posledic zagotovo predstavljajo politične posledice katastrofe. Španija izgubi svoje zadnje čezmorske dežele, kar povzroči gibanje, imenovano Regeneracionizem, ki poskuša preseči krizo identitete, ki jo povzroči izguba kolonij. Gre za intelektualno gibanje, podobno Generaciji '98, ki pa ga vendarle ne gre zamenjati s slednjo, saj Regeneracionizem obravnava problematiko bolj objektivno in dokumentirano, medtem ko jo Generaciji '98 obravnava na bolj subjektiven in umetniški način. Opazna je potreba po demokratizaciji države.

## Finančne posledice
Presenetljivo, katastrofa leta '98 ne pusti večjih posledic na španski ekonomiji. Kljub temu da katalonska industrija izgubi trg za svoje produkte, kriza povzroči razdelitev kapitala, kar omogoči razvoj novih sektorjev. Poleg tega »financiranje vojne pomaga uveljaviti davčne reforme in povzroči odpust javnega dolga, kar povzroči okrevanje španske ekonomije.«

## Družbene posledice
Ene od posledic katastrofe predstavljajo tudi demografske izgube; med letoma 1895 in 1898 umre veliko španskih vojakov, večina zaradi nalezljivih bolezni. Število žrtev se ocenjuje med 60.000 in 200.000. Mnogi od preživelih se vrnejo pohabljeni ali bolni, ne plača se jim prispevka za sodelovanje v vojni, kar v družbi povzroči porast antimilitarizma.

## Intelektualne (literarne) posledice
Katastrofa med drugim povzroči tudi velik odpor in kritiko intelektualcev. Nastaneta dve pomembni gibanji. Prvo in najbolj poznano, Generacija '98, skupina pisateljev, pesnikov in ensajistov, ki jim je skupna prizadetost ob moralni, družbeni in politični krizi države. Najpomembnejši predstavniki so Miguel de Unamuno, Azorín, Pío Baroja, Antonio Machado … Nasprotujejo španski restavraciji monarhije in prav tako podpirajo ideje Regeneracionizma, drugega pomembnega gibanja, ki obravnava problematiko bolj objektivno in na manj umetniški način kot Generacija '98. Gre za narodno gibanje, ki znanstveno razmišlja o vzrokih in posledicah dekadentnosti Španije v tistem obdobju. Njegov najpomembnejši predstavnik je Joaquín Costa.

## Ideološke posledice
Generacija '98 razpravlja tudi o eni najpomembnejših posledic katastrofe, o tako imenovanem »nacionalnem vprašanju«. Katastrofa namreč povzroči globoko krizo španske nacionalne identitete. Španci se čutijo ponižane in nemočne, zaskrbljene za prihodnost, v družbi prevlada negativno in pesimistično ozračje.

## Vojaške posledice
Po porazu v vojni v ameriških kolonijah španska vojska uživa velik neugled v družbi. Odpre se polemika o vzrokih za poraz, kjer se vojake obtožuje nezadostne vojaške pripravljenosti, kljub temu da se poraz zgodi zahvaljujoč slabi tehnični priprpavljenosti vojske in nemogočih pogojih, v katerih so vojaki živeli. Poleg tega vojska po porazu ostane zelo poškodovana, kar ima pozneje velike posledice za nadaljnji razvoj zgodovinskih dogodkov.

## Regionalne posledice
Katastrofa prav tako povzroči krepitev nacionalizmov, predvsem katalonskega s stranko Lliga Regionalista konzervativne ideologije, ki igra pomembno vlogo med obdobjem španske restavracije. Prav tako se okrepi tudi vaskovski nacionalizem s stranko PNV, v manajši meri tudi regionalizem Galicije in Valencije.
1. ↑  »La crisis de 98 en España y sus consecuencias« (PDF). Lucas Martín Espino. 21. maj 2016. Arhivirano iz prvotnega spletišča (PDF) dne 21. februarja 2016.